# 오사카부 제17구
오사카부 제17구(大阪府 第17区)는 일본의 중의원 선거구이다. 1994년 공직선거법으로 신설되었다.
현재 중의원은 일본유신회 소속의 바바 노부유키이다.

## 지역
- 사카이시
  - 나카구
  - 니시구
  - 미나미구